# Jugar con fuego (serie de televisión)
Jugar con fuego es una serie de televisión estadounidense producida por Telemundo Internacional Studios y Rede Globo para Telemundo. Está basada en la miniserie brasileña creada por George Moura en 2014, titulada Amores Roubados. Se estrenó por Telemundo el 22 de enero de 2019 en sustitución de la primera temporada de Falsa identidad, y finalizó el 4 de febrero del mismo año siendo reemplazada por Betty en NY, con un total de 10 episodios.

## Premisa
La serie gira en torno a Fabrizio (Jason Day), un atractivo hombre que llega a la vida de tres mujeres; Camila (Gaby Espino) y Martina (Margarita Rosa de Francisco), ambas casadas y buenas amigas y Andrea (Laura Perico), hija de Martina. La llegada de él, hará que comiencen los conflictos entre las familias de ellas y las tres se enamoran del mismo hombre.

## Reparto
El reparto fue confirmado el 10 de diciembre de 2018.

### Principales
- Jason Day como Fabrizio Ramírez
- Margarita Rosa de Francisco como Martina Gaiani de Jaramillo
- Carlos Ponce como Jorge Jaramillo[8]
- Gaby Espino como Camila Peláez de Miller[8]
- Laura Perico como Andrea Jaramillo Gaiani
- Alejandro Aguilar como Gildardo
- Tony Plana como Peter Miller

### Recurrentes e invitados especiales
- Marcelo Serrado como Thiago Dos Santos
- Leticia Huijara como Dolores González
- Germán Quintero como Don Andrés Gaiani
- Luis Alberti como Poncho
- Ricardo Vesga como Eliseo
- Yuri Vargas como Maricarmen
- Álvaro Rodríguez como Hilario
- Juan David Restrepo como Comandante Sánchez
- Lidia Cardona como Luisa
- José Alejandro Molina como Diego Miller Peláez
- Jacobo Diez como Mateo
- Nelson Arnobio Castrillón como Padre Nicanor
- Lina Giselle Arcila como Secretaria Banco
- Obeida Benavidez como Clara
- Girolly Gutiérrez como Psiuquiatra
- Alfredo Gómez como Fabrizio Junior
- Jorge Henao como Gerente de Banco
- Juan Camilo Hernandez cono Matón
- Armando Landeta como Prestamista
- Álvaro José López como Dr. Carlos López

## Recepción
Debido al alto contenido de erotismo, Youtube ha bloqueado gran parte del contenido promocional de la serie. La serie en su estreno obtuvo un total de 615 mil espectadores entre adultos de 18-49 años en su franja habitual de las 9pm/8c. Superando así a la ficción de Univision Mi marido tiene más familia. Respecto a su debut en general obtuvo un total de 1.44 millones de espectadores, siendo así superada por la ficción de Univision a las 9pm/8c.
El 23 de enero de 2019, el diario El Comercio de Perú confirmó que la serie había sido adquirida por Netflix.

### Audiencia
| Temporada | Horario (ET)           | Episodios | Primera emisión     | Primera emisión      | Última emisión       | Última emisión       | Prom. de espectadores (millones) |
| Temporada | Horario (ET)           | Episodios | Fecha               | Audiencia (millones) | Fecha                | Audiencia (millones) | Prom. de espectadores (millones) |
| --------- | ---------------------- | --------- | ------------------- | -------------------- | -------------------- | -------------------- | -------------------------------- |
| 1         | lunes a viernes 9pm/8c | 10        | 22 de enero de 2019 | 1.44                 | 4 de febrero de 2019 | 1.24                 | 1.26                             |

## Episodios
| N.º | Título                           | Dirigido por                      | Escrito por                      | Fecha de emisión original | Audiencia (millones) |
| --- | -------------------------------- | --------------------------------- | -------------------------------- | ------------------------- | -------------------- |
| 1 | «Fabrizio juega con fuego»       | Mafer Suárez & Riccardo Gabrielli | Julia Montejo & José Luis Acosta | 22 de enero de 2019       | 1.44                 |
| En la región del café de Colombia, Fabrizio ama el peligro y las aventuras prohibidas con Camila. Ambos aprovechan cada momento para desatar su pasión, sin importarle que Peter, el esposo de Camila, los descubra.        |                                  |                                   |                                  |                           |                      |
| 2 | «El terror de Camila»            | Mafer Suárez & Riccardo Gabrielli | Julia Montejo & José Luis Acosta | 23 de enero de 2019       | 1.24                 |
| En medio de un camino solitario, Camila y Peter son interceptados por dos hombres armados. Uno de los agresores intenta abusar de ella, a los ojos de su marido.                                                            |                                  |                                   |                                  |                           |                      |
| 3 | «Fabrizio el insaciable»         | Mafer Suárez & Riccardo Gabrielli | Julia Montejo & José Luis Acosta | 24 de enero de 2019       | 1.14                 |
| Fabrizio se despierta por el peligro y pone sus ojos en una nueva conquista. Camila se enoja y lo intenta arrollar con su auto, para dejarle en claro que él le pertenece a ella nada más. Martina tiene una nueva ilusión. |                                  |                                   |                                  |                           |                      |
| 4 | «Fabrizio tienta al diablo»      | Mafer Suárez & Riccardo Gabrielli | Julia Montejo & José Luis Acosta | 28 de enero de 2019       | 1.25                 |
| Después que Andrea evita que se ahogue, Fabrizio se viene abajo y comienza a tener sentimientos por ella, como nunca antes lo había sentido.                                                                                |                                  |                                   |                                  |                           |                      |
| 5 | «Jorge sabe que lo traicionan»   | Mafer Suárez & Riccardo Gabrielli | Julia Montejo & José Luis Acosta | 29 de enero de 2019       | 1.27                 |
| Gildardo pone más leña al fuego, cuando le muestra a Jorge fotos de su mujer con su amante. El hacendado estalla de rabia y toma una decisión radical.                                                                      |                                  |                                   |                                  |                           |                      |
| 6 | «El plan macabro de Jorge»       | Mafer Suárez & Riccardo Gabrielli | Julia Montejo & José Luis Acosta | 30 de enero de 2019       | 1.22                 |
| Tras descubrir que Fabrizio se metió con su mujer, Jorge quiere cobrar venganza y máquina un plan sangriento para deshacerse de él, sin que nadie sospeche lo que parece inminente.                                         |                                  |                                   |                                  |                           |                      |
| 7 | «Desatan la ira contra Fabrizio» | Mafer Suárez & Riccardo Gabrielli | Julia Montejo & José Luis Acosta | 31 de enero de 2019       | 1.23                 |
| Llega la hora De que Jorge ajuste cuentas con el amante de su mujer y engaña a Fabrizio para que lo acompañe al lugar donde piensa matarlo. Ahí Eliseo y Gildardo cavan su fosa.                                            |                                  |                                   |                                  |                           |                      |
| 8 | «A la caza de Fabrizio»          | Mafer Suárez & Riccardo Gabrielli | Julia Montejo & José Luis Acosta | 1 de febrero de 2019      | 1.27                 |
| Al borde de la muerte, Fabrizio escapa de las garras de Jorge. Golpeado e impactado por un disparo, huye de una intensa persecución en la selva.                                                                            |                                  |                                   |                                  |                           |                      |
| 910 | «Tragedia en el Eje Cafetero»    | Mafer Suárez & Riccardo Gabrielli | Julia Montejo & José Luis Acosta | 4 de febrero de 2019      | 1.24                 |